# Janvier 1809

## Événements

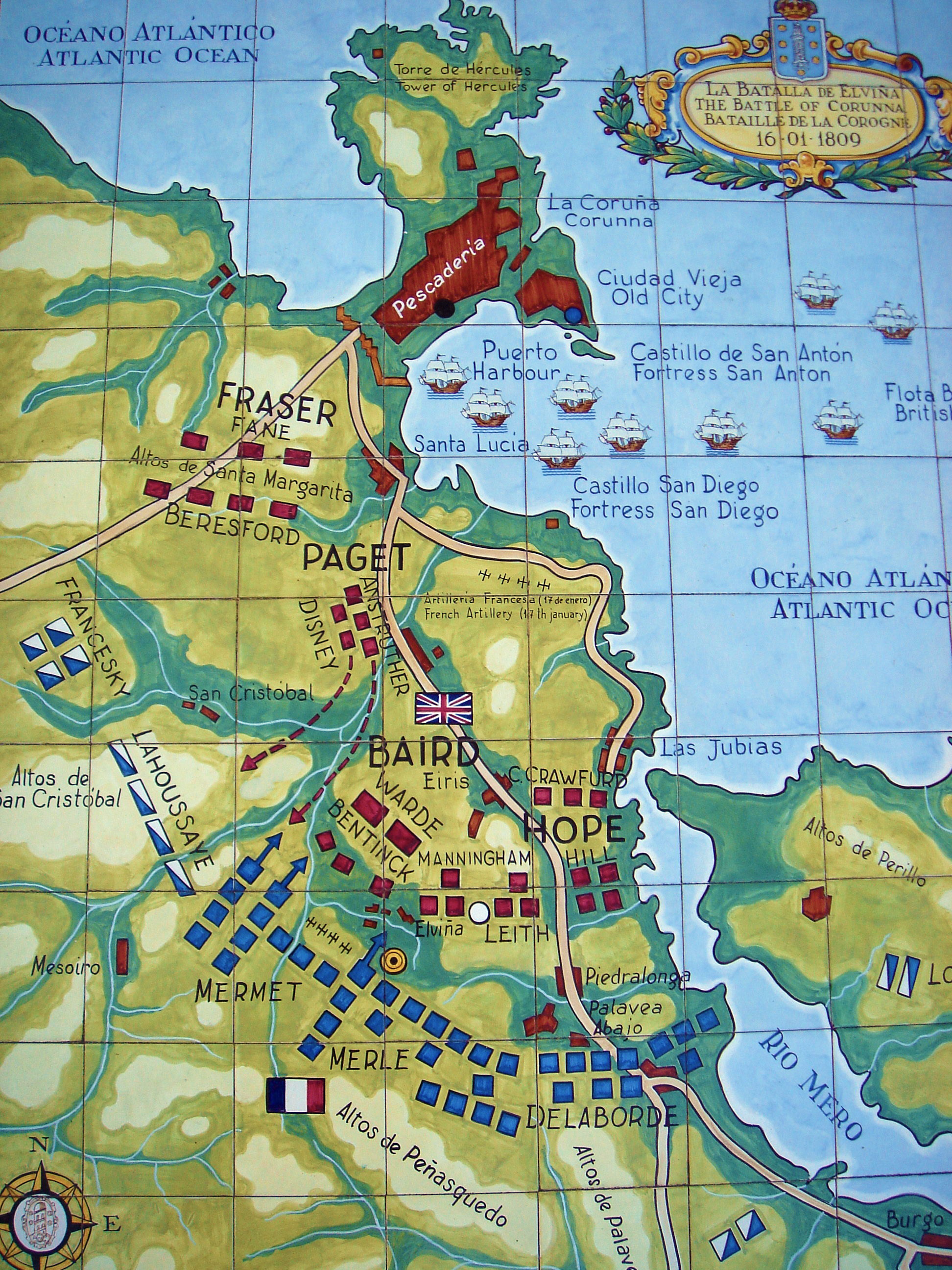
16 janvier : bataille de La Corogne.

- Inondation de la Zélande et de la Betuwe[1]. Catastrophes naturelles, économiques et sociales (pauvreté) aux Pays-Bas.

- 1er janvier : un bataillon de l’armée impériale tombe dans une embuscade à Castellón, en Catalogne.

- 5 janvier : traité des Dardanelles. Paix entre le Royaume-Uni et l’empire ottoman[2].

- 13 janvier : Victor met en déroute l’armée du duc del Infantado à la bataille d’Uclés. Les Français assurent leurs positions en Castille ; l’armée de Soult peut s’avancer vers le sud pour occuper la Manche et la vallée du Guadalquivir[3].

- 14 janvier : une flotte britanno-portugaise s'empare de la Guyane française. L’armée brésilienne occupe Cayenne jusqu’en novembre 1817[4].

- 16 janvier : le corps expéditionnaire britannique est rejeté à la mer à La Corogne, en Galice[5].

- 17 janvier : Napoléon Ier rentre à Paris où il arrive le 23. Il découpe la péninsule en cinq gouvernements militaires placés sous son autorité : Kellermann, puis Dorsenne et Caffarelli (armée du Nord), Masséna puis Marmont (Portugal), Jourdan (Centre), Soult (Andalousie), Suchet (Aragon)[6]. Les guérilleros, soutenus par la population et les Britanniques, résistent à l’occupation.

- 23 janvier : Napoléon rentre d’Espagne.

- 28 janvier : disgrâce de Talleyrand, impliqué dans un complot contre l’empereur.

## Naissances
- 4 janvier : Louis Braille, inventeur du système d'écriture pour aveugles et malvoyants († 5 janvier 1852).
- 15 janvier : Pierre Joseph Proudhon, économiste et théoricien de l'anarchie à Besançon († 19 janvier 1865).
- 19 janvier : Edgar Allan Poe, écrivain américain († 7 octobre 1849).

## Décès
- 3 janvier : Henri-Pierre Danloux, peintre, dessinateur et graveur français (° 24 février 1753)